# Plagiostenopterina angusta
Plagiostenopterina angusta är en tvåvingeart som beskrevs av Günther Enderlein 1924. Plagiostenopterina angusta ingår i släktet Plagiostenopterina och familjen bredmunsflugor. Inga underarter finns listade i Catalogue of Life.